# Tobias Stimmer

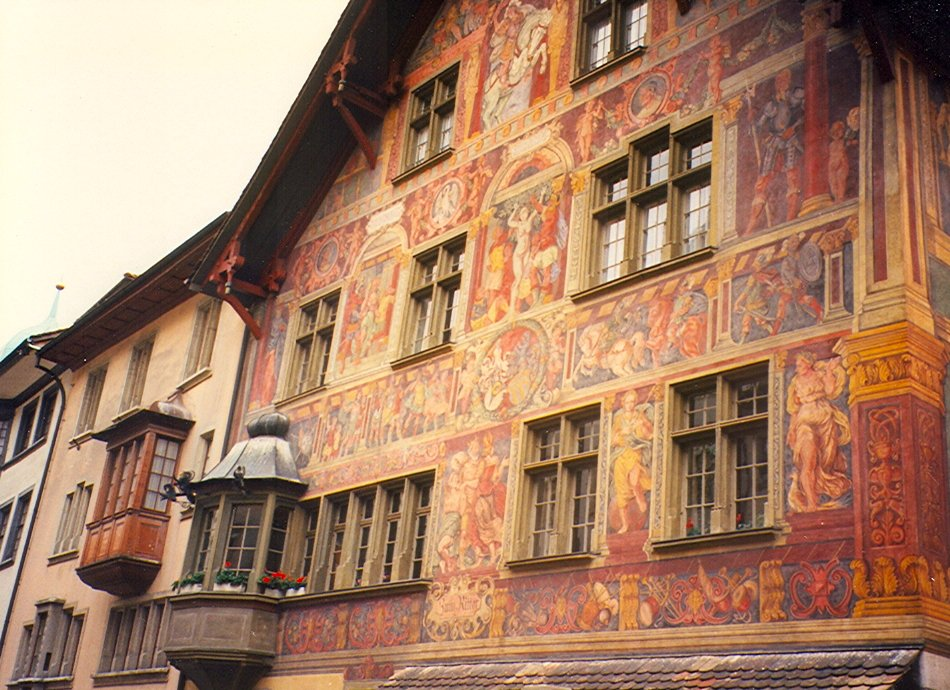
Mural de la Haus zum Ritter (Casa del caballero) en Schaffhausen.

Tobias Stimmer (Schaffhausen (Suiza), 7 de abril de 1539 - Estrasburgo (Francia), 4 de enero de 1584) fue un dibujante y un pintor de origen suizo.

## Obra
Además de su natal Schaffhausen, desarrolló su obra en Estrasburgo y en Baden-Baden. Fue retratista y responsable de murales y de un gran número de grabados con escenas bíblicas y alegorías, que se publicaron bajo la dirección de Sigmund Feyerabend en Fráncfort del Meno.
Stimmer fue discípulo de Hans Holbein el Joven, pero desarrolló su propio estilo marcado por el manierismo. De sus trabajos se conserva el mural de la Haus zum Ritter (Casa del caballero) en Schaffhausen, el cual ha sido restaurado. Su obra más significativa la constituyen sus pinturas en el reloj astronómico de Estrasburgo.